# 武生市
武生市（日语：／ Takefu shi */?）是過去位于福井縣中部的城市，已於2005年與今立町合併為越前市，在合併前曾是福井縣內人口數僅次于福井市的第二大城市。
轄區東部為越前中央山脈，西部為丹生山地，日野川自轄區中間自南向北流過，形成鯖武盆地，全境也都位於日野川的流域內，主要市區位於盆地內的平原區域。

## 歷史
武生市的轄區過去在令制國時代屬於越前國，最初屬於丹生郡，但在東部位於日野川以東的區域在8至9世紀期間改隸屬新設立的今立郡，南部也在約12世紀後改隸屬新設立的南條郡。最初越前國國府也位於現在武生市的主要市區內，因而過去被稱為越前府中。
江戶時代後，本地大部分區域都是福井藩的領地，並交由家老本多氏經營位於此地的府中領，另有少部分區域屬於郡上藩、西尾藩、鯖江藩、大野藩、小濱藩、旗本領及幕府直屬領地，幕府也在現在的市區北部設有本保陣屋負責管理整個越前國的幕府直屬領和旗本領；19世紀末明治維新後，原屬幕府及旗本的領地在1871年被劃入新設立的本保縣，在同年實施的廢藩置縣後，其餘原屬各藩的領地則改隸屬福井縣、郡上縣、西尾縣、鯖江縣、大野縣、小濱縣，不過在同年底進行的第一次府縣整併中，全數區域分別被整併至足羽縣和敦賀縣，1873年足羽縣被併入敦賀縣後，全境都成為敦賀縣轄區，但敦賀縣在1876年遭到廢除，本地被併入石川縣，直到1881年才改隸屬新設立的福井縣。
1889年日本實施町村制，設立了武生町，同時武生市最後的轄區在當時分屬其他的吉野村、大虫村、白山村、味真野村、北新村、國高村、北日野村、茶臼山村、王子保村、坂口村10個行政區劃；武生町和由茶臼山村更名而成的神山村在1948年合併為武生市，其他區域則在1950年代的昭和大合併期間陸續被併入。
2000年日本政府開始推動平成大合併，武生市和東北側同樣位於武生盆地內的今立町合併為越前市。

### 變遷表
| 1889年4月1日 | 1889年 - 1912年           | 1912年 - 1944年              | 1945年 - 1954年              | 1955年 - 1989年              | 1955年 - 1989年            | 1989年 - 現在              | 現在                       |
| ------------ | ------------------------- | ---------------------------- | ---------------------------- | ---------------------------- | -------------------------- | -------------------------- | -------------------------- |
| 北中山村     | 北中山村                  | 北中山村                     | 北中山村                     | 1955年6月10日 併入鯖江市     | 1955年6月10日 併入鯖江市   | 1955年6月10日 併入鯖江市   | 1955年6月10日 併入鯖江市   |
| 北中山村     | 北中山村                  | 北中山村                     | 北中山村                     | 1955年6月10日 併入粟田部町   | 1956年9月29日 改名為今立町 | 2005年10月1日 合併為越前市 | 2005年10月1日 合併為越前市 |
| 岡本村       | 岡本村                    | 岡本村                       | 岡本村                       | 岡本村                       | 1956年9月30日 併入今立町   | 2005年10月1日 合併為越前市 | 2005年10月1日 合併為越前市 |
| 南中山村     | 南中山村                  | 南中山村                     | 南中山村                     | 1955年3月31日 合併為粟田部町 | 1956年9月29日 改名為今立町 | 2005年10月1日 合併為越前市 | 2005年10月1日 合併為越前市 |
| 服間村       |                           |                              |                              | 1955年3月31日 合併為粟田部町 | 1956年9月29日 改名為今立町 | 2005年10月1日 合併為越前市 | 2005年10月1日 合併為越前市 |
| 粟田部村     | 粟田部村                  | 1926年10月1日 改制為粟田部町 | 1926年10月1日 改制為粟田部町 | 1955年3月31日 合併為粟田部町 | 1956年9月29日 改名為今立町 | 2005年10月1日 合併為越前市 | 2005年10月1日 合併為越前市 |
| 北新村       | 北新村                    | 北新村                       | 1954年7月5日 併入粟田部町    | 1955年3月31日 合併為粟田部町 | 1956年9月29日 改名為今立町 | 2005年10月1日 合併為越前市 | 2005年10月1日 合併為越前市 |
| 北新村       | 北新村                    | 北新村                       | 1954年7月5日 併入武生市      | 武生市                       | 武生市                     | 2005年10月1日 合併為越前市 | 2005年10月1日 合併為越前市 |
| 北日野村     |                           |                              | 1954年7月5日 併入武生市      | 武生市                       | 武生市                     | 2005年10月1日 合併為越前市 | 2005年10月1日 合併為越前市 |
| 王子保村     |                           |                              | 1954年7月5日 併入武生市      | 武生市                       | 武生市                     | 2005年10月1日 合併為越前市 | 2005年10月1日 合併為越前市 |
| 國高村       | 國高村                    | 國高村                       | 1950年7月7日 併入武生市      | 武生市                       | 武生市                     | 2005年10月1日 合併為越前市 | 2005年10月1日 合併為越前市 |
| 吉野村       | 吉野村                    | 吉野村                       | 1950年1月1日 併入武生市      | 武生市                       | 武生市                     | 2005年10月1日 合併為越前市 | 2005年10月1日 合併為越前市 |
| 武生町       | 武生町                    | 武生町                       | 1948年4月1日 合併為武生市    | 武生市                       | 武生市                     | 2005年10月1日 合併為越前市 | 2005年10月1日 合併為越前市 |
| 茶臼山村     | 1890年5月7日 改名為神山村 | 1890年5月7日 改名為神山村    | 1948年4月1日 合併為武生市    | 武生市                       | 武生市                     | 2005年10月1日 合併為越前市 | 2005年10月1日 合併為越前市 |
| 大虫村       | 大虫村                    | 大虫村                       | 1950年11月30日 併入武生市    | 武生市                       | 武生市                     | 2005年10月1日 合併為越前市 | 2005年10月1日 合併為越前市 |
| 坂口村       | 坂口村                    | 坂口村                       | 1951年3月30日 併入武生市     | 武生市                       | 武生市                     | 2005年10月1日 合併為越前市 | 2005年10月1日 合併為越前市 |
| 味真野村     | 味真野村                  | 味真野村                     | 味真野村                     | 味真野村                     | 1956年9月30日 併入武生市   | 2005年10月1日 合併為越前市 | 2005年10月1日 合併為越前市 |
| 白山村       | 白山村                    | 白山村                       | 白山村                       | 白山村                       | 1959年8月1日 併入武生市    | 2005年10月1日 合併為越前市 | 2005年10月1日 合併為越前市 |

## 交通

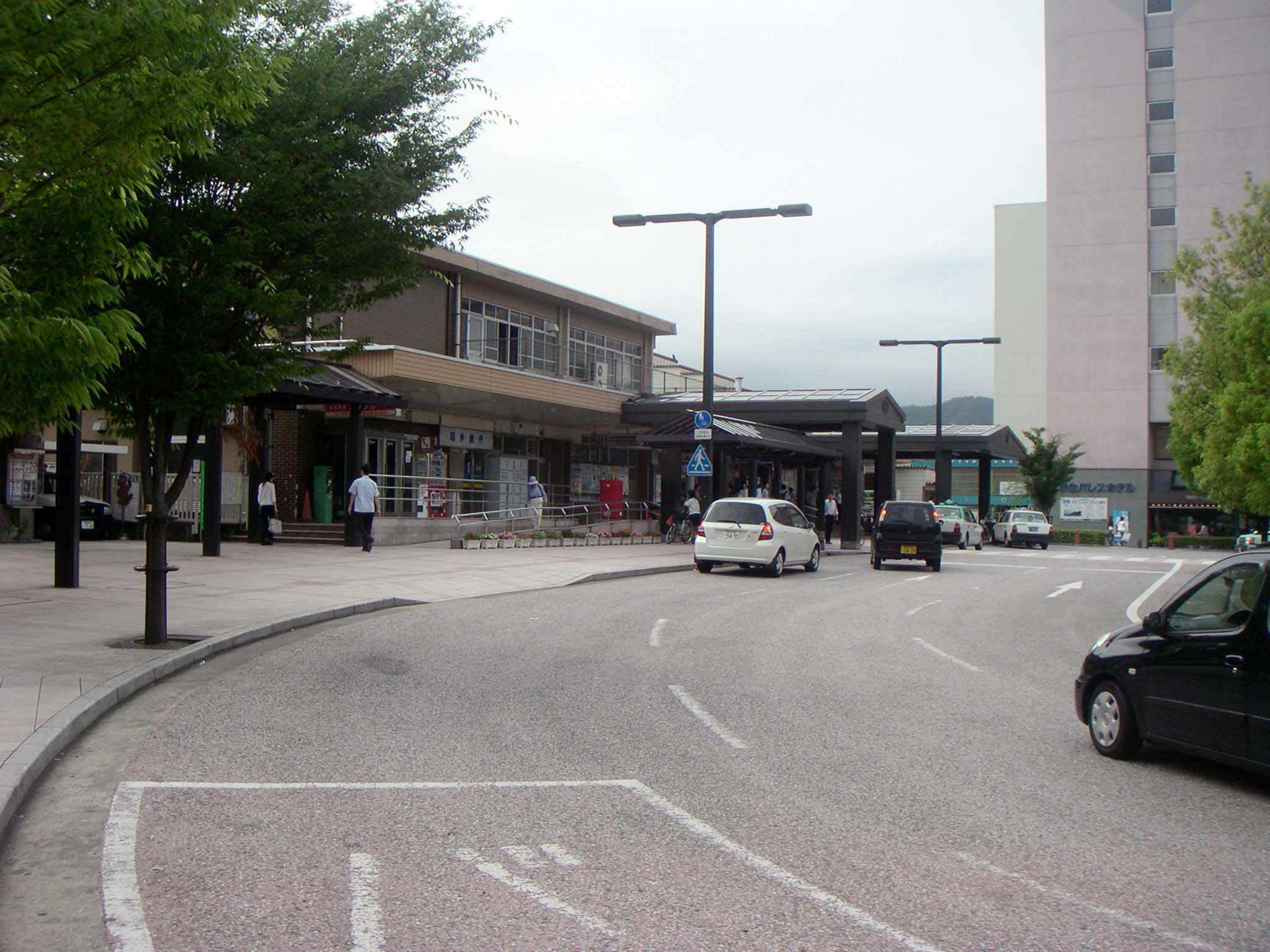
武生車站

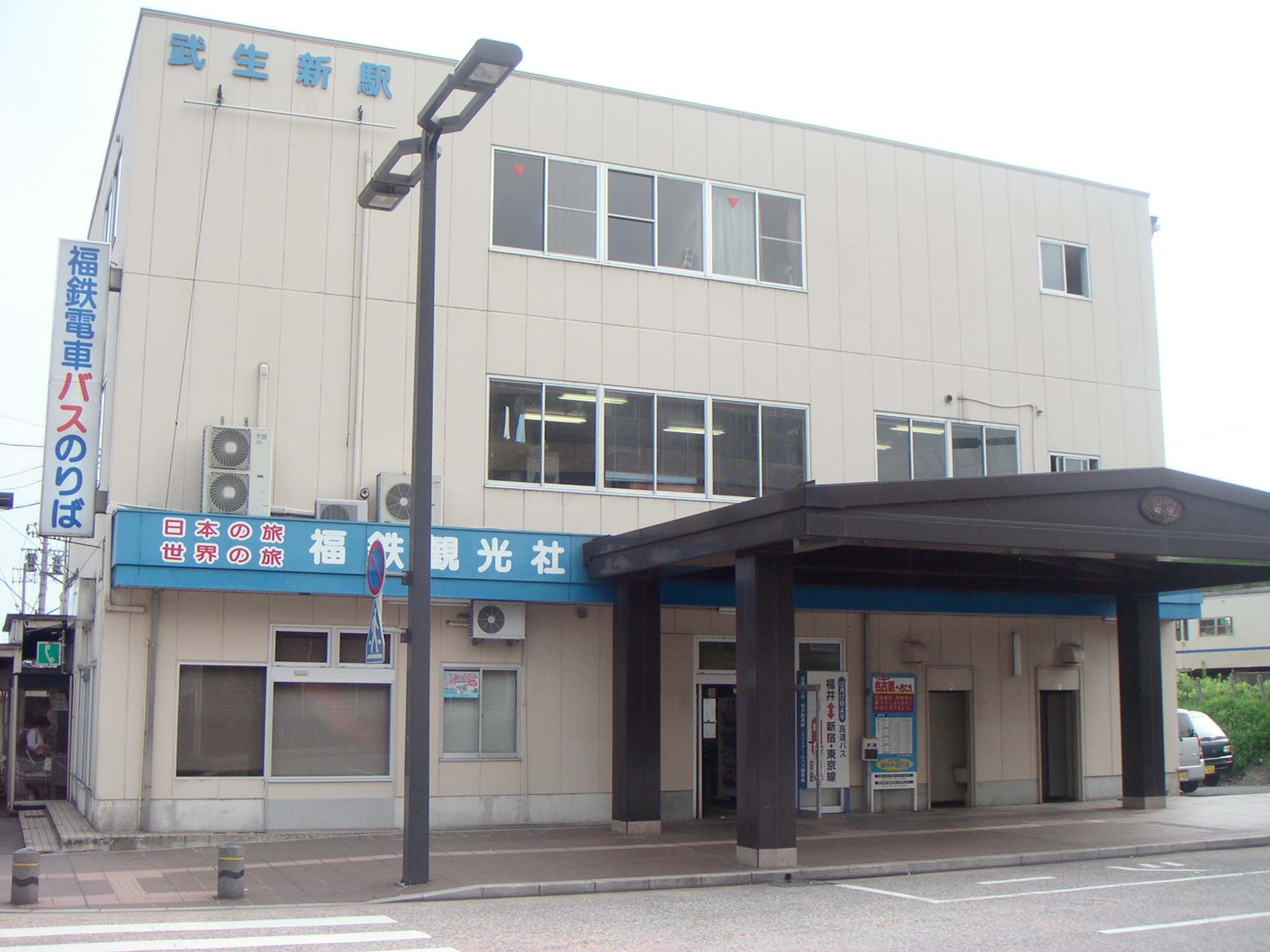
武生新車站

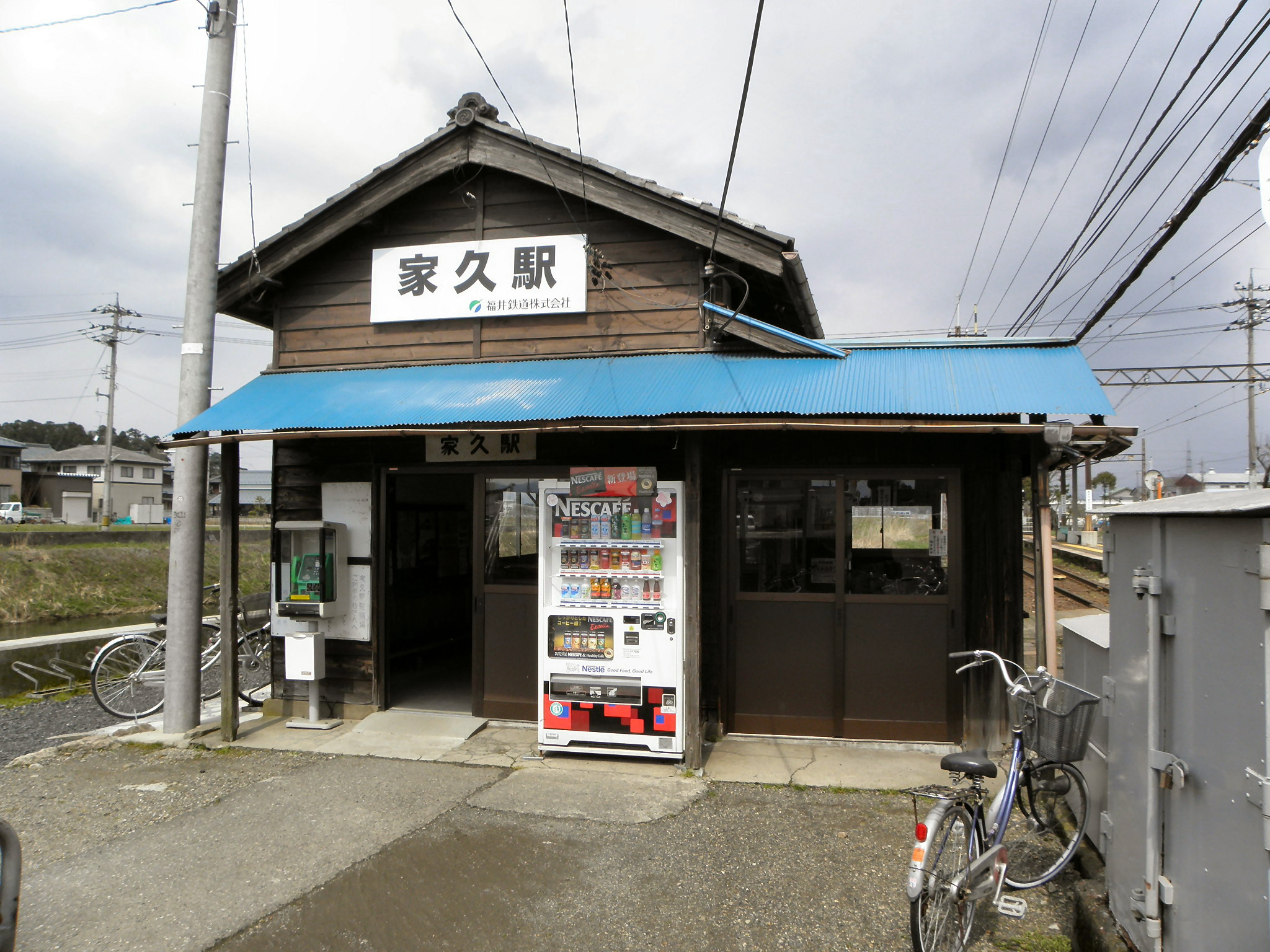
家久車站

鐵路北陸本線沿著日野川以南北向貫穿轄區中央，此外福井鐵道在JR武生車站北側設有武生新車站（現在已更名為越前武生車站），並有福武線往北，與JR的北陸本線一樣通往福井市；高速公路北陸自動車道則是以南北向從主要市區東側通過，同時在轄內還有國道8號、國道365號、國道417號組成的路網遍布轄內各地區。

### 鐵路
- 西日本旅客鐵道
  - 北陸本線：（←南越前町） - 王子保車站 - 武生新車站 - （鯖江市→）
- 福井鐵道
  - 福武線：越前武生車站（日语：越前武生駅） - 西武生車站（現在已更名為北府車站） - 家久車站 - （鯖江市→）

### 公路
高速公路　
- 北陸自動車道：（南越前町） - 武生交流道（日语：武生インターチェンジ） - （鯖江市）

## 教育
以鯖江市誠照寺為本山的真宗誠照寺派所設立的學校法人仁愛學園，在2001年在市內設立了仁愛大學，也是越前市內唯一的高等教育學校，目前開設有哲學人類學及人間生活學部的課程。

## 姊妹、友好城市

### 日本
- 高山市（岐阜縣）
兩地於1982年締結為友好都市。

## 備註
1. ↑  於1871年第一次設立的福井縣，與現在的福井縣沒有直接關係。
2. ↑  於1881年第二次設立的福井縣，與1871年設立的福井縣沒有直接關係。